# George Pali
George Pali, właściwie Gjergj Pali (ur. 1957 w Szkodrze) – amerykański malarz albańskiego pochodzenia.

## Życiorys
W dzieciństwie interesował się muzyką, jednak z czasem bardziej zainteresował się malarstwem.
Na początku lat 80. uzyskał licencjat w Instytucie Sztuki w Tiranie.
W styczniu 1988 roku, z powodu obawy o utratę wolności artystycznej, wyemigrował do Stanów Zjednoczonych, gdzie w 1991 roku ukończył studia magisterskie na Uniwersytecie Stanu Michigan.
Aktualnie mieszka w Stamford.